# Мікша Пелегринович
Мікша Пелегринович (хорв. Mikša Pelegrinović, близько 1500, Хвар, Венеційська республіка – Задар, Венеційська республіка, 26 грудня 1562) – хорватський шляхтич та поет.

## Біографія
Народився близько 1500 року у місті Хвар, на однойменному острові, у шляхетській родині, що походила з Барлетти, сучасна Італія, був сином Маріяна і Ніколіки. Відвідував гуманітарну школу у Хварі, а потім вивчав право у Падуї.
У 1530 році прийняв посаду захисника комуни Хвару. З 1530 по 1538 працював нотаріусом на острові Корчула, після чого повернувся на Хвар. 5 лютого 1548 року на Задарській раді був обраний на посаду судді з кримінальної справи (in criminalibus). Двічі подорожував до Венеції – у 1556 і 1557 роках, ймовірно з наміром надрукувати свої твори, зокрема «Циганку» (Jeđupka). Смае тоді він познайомився з Лівією Мартинушевич, з якою одружився у 1558 році і від якої мав доньку Юлію та сина Юлія.
Клімат Задара погано впливав на здоров’я Пелегриновича, тому напередодні Різдва він продиктував свій заповіт нотаріусу та помер 26 грудня 1562 року.

## Творчість
Літературна творчість Пелегриновича не дуже відома. Достеменно відомо, що у 1527 році він уклав збірку карнавальних пісень «Циганка» (Jeđupka). Також збереглися листи до дубровницького поета Савіно Бобалі (Сабо Мішетіча Бобалєвича) від 1556 року, написані восьмистопним ямбом, з комічною тематикою про лікування старості (Od jazavac vitno rebro, / i od hrta lijeve desni, / od komarca hrbat desni, / i sve stuci u prah dobro). З праць його сучасників, таких як Нікола Налєшкович, Мавро Ветранович, Петар Хекторович та інших, відомо, що Пелегринович написав набагато більше літературного матеріалу.
У 1525 році історик Вінко Прибоєвич згадав Пелегриновича у своїй промові O podrijetlu i slavi Slavena (De origine successibusque Slavorum), говорячи про відомих поетів. У 1528 році сучасник Пелегриновича Петар Хекторович присвятив йому переклад твору «Ліки від кохання» (Remedia Amoris) римського автора Овідія.

## Твори (видання)
- Pjesme Nikole Nalješkovića, Andrije Čubranovića, Miše Pelegrinovića i Saba Mišetića Bobaljevića i Jegjupka neznana pjesnika (biographies written by Luka Zore and Franjo Rački; text for printing edited by Sebastijan Žepić), JAZU, Stari pisci hrvatski, book VIII., Zagreb, 1876
- Mikša Pelegrinović: "Jejupka", Mogućnosti, XX., 1973, pp. 781–808
- Počinje Jejupka gospodina Miše Pelegrinovića vlastelina hvarskoga, Mogućnosti, XXI., 1974, pp. 684–710

## Циганка «Jeđupka» («Jejupka»)
Збірка карнавальних пісень (makerata), народних пісень, які співають учасники карнавальної ходи. Створена між 1525 і 1527 роками, за зразком італійських циганських пісень. Написана симетричним восьмискладовим розміром чакавського типу. Елементи інтимної поезії переважають над драматично-сценічною обстановкою.
Коротша версія складається з 300 віршів: вступ у 60 віршів та 6 маскарадів по 40 віршів кожен.
Зберіглася у двох версіях:
- венеційська в 1599 та 1618 роках під ім'ям, ймовірно, неіснуючого дубровницького поета Андрія Чубрановича; до 1950-тих років саме Андрій Чубранович вважався автором Циганки
- задарська, в рукописі, підписаному самим Пелегріновічем.

"Циганка", (точніше «Єгиптянка» згідно з переконанням, що роми походять з Єгипту) – співачка, циганка, яка ворожить багатим дамам. Образ створений, ймовірно, за зразком сивіл, які передрікали долю окремих людей. Пелегринович створив збірку пророцтв для жінок і дав кожній поезії назву srića (фортуна).

## Вплив
"Циганка" вважається одним із найуспішніших творів старої хорватської літератури, а також вона вплинула і на італійську поезію. Вплив Пелегриновича також можна побачити у маскератах Ветрановича, Налєшковича, у поемі Гундулича «Осман» тощо.